# الندیل (مینه‌سوتا)
الندیل، مینه‌سوتا (به انگلیسی: Ellendale, Minnesota) یک شهر در ایالات متحده آمریکا است که در شهرستان استیل واقع شده‌است.

## خصوصیات
الندیل ۲٫۴۹ کیلومترمربع مساحت و ۶۹۱ نفر جمعیت دارد و ۳۹۰ متر بالاتر از سطح دریا واقع شده‌است.